# Alberto da Cunha Melo
Alberto da Cunha Melo, cujo nome completo era José Alberto Tavares da Cunha Melo (Jaboatão dos Guararapes, 8 de abril de 1942 — Recife, 13 de outubro de 2007), foi um escritor, jornalista e sociólogo brasileiro.

## Biografia
Filho de Maria José Veloso de Melo e Benedito Cunha Melo, descobre na literatura a sua maior vocação, muito supostamente como reflexo do ofício poético exercido pelo seu pai, além do próprio avô, Alberto Tavares da Cunha Melo. Despontou no cenário recifense em 1966, com a publicação de Círculo Cósmico, e foi revelado à imprensa pelo crítico César Leal, em fevereiro do mesmo ano, nas páginas do Diário de Pernambuco. 
Àquela época, destacava-se entre aqueles com os quais fundara o Grupo de Jaboatão, que tinha como principal esteio o jornal Dia Virá, onde publicou seus primeiros poemas e crônicas assinadas sob o pseudônimo Joseph de la Rue. Entre 1979 e 1984, o Grupo de Jaboatão aglutinou diversos artistas e intelectuais, para a recepção crítica da produção artístico-cultural-científica de seus componentes, tratando-se, também, de um movimento editorial, as denominadas Edições Pirata. O que contribuiu para sua integração, enquanto poeta, à Geração 65, tributária da Geração 45 e avessa às vanguardas formais. 
Simultaneamente, desenvolveu um tralhado de igual modo destacável enquanto sociólogo e jornalista, atuando onze anos, em virtude da primeira ocupação, na Fundação Joaquim Nabuco; e, da segunda, enquanto editor do Commercio Cultural, do Jornal do Commercio (Recife/PE), e da Revista Pasárgada, além de colaborador da coluna Arte pela Arte, do Jornal da Tarde (São Paulo/SP), e editor da coluna Marco Zero, da Revista Continente Multicultural.
Não por acaso, foi o maior incentivador do Movimento de Escritores Independentes de Pernambuco nos anos 1980, bem como Vice-Presidente da União Brasileira de Escritores (Secção Pernambuco / UBE-PE), entre 1983-1984, primeira gestão da entidade após a sua reorganização, com o início da abertura política no Brasil; e, por duas vezes, Diretor de Assuntos Culturais da Fundação do Patrimônio e Artístico de Pernambuco (FUNDARPE). Além de ter ingressado na Academia de Letras e Artes do Nordeste.
Morto em 2007, o inventário e a curadoria de sua obra foram assumidos pela viúva, Cláudia Cordeiro Tavares da Cunha Melo, a quem o poeta legou toda a sua obra em testamento público.

## Obra
Surgido em 1966 no cenário literário recifense, Alberto da Cunha Melo, experimentou relativo anonimato. Em parte, o desconhecimento de sua obra se deve à sua modéstia excessiva enquanto escritor; e, também, às circunstâncias de produção e circulação da escrita no país, pouco favoráveis à instituição da literatura como prática social. O autor deve à Cláudia Cordeiro Tavares da Cunha Melo, hoje sua viúva, o inventário e a curadoria da própria obra, a qual abrange, de acordo com a mesma, os títulos abaixo descritos, considerando-se aqueles publicados em língua portuguesa.. Em 2017, foram publicados duas obras do poeta organizadas por ela: uma versão bilíngue de seus poemas e a definitiva Poesia completa, pela editora Record. 
- Círculo Cósmico. Recife: UFPE, separata da revista Estudos Universitários, 1966.
- Oração pelo Poema. Recife: UFPE, separata da revista Estudos Universitários, 1969.
- Publicação do Corpo. In: Quíntuplo. Recife: Aquário/UM, 1974.
- A Noite da Longa Aprendizagem. Notas à Margem do Trabalho Poético. Recife: 1978-2000. v. I, II, III, IV, V; manuscritos.
- Dez Poemas Políticos. Recife: Pirata, 1979.
- Dez Poemas Políticos. Recife: Pirata, 1979, segundo clichê.
- Noticiário. Recife: Pirata, 1979.
- Poemas à Mão Livre. Recife: Pirata, 1981.
- Soma dos Sumos. Rio de Janeiro: José Olympio, 1983.
- Poemas Anteriores. Recife: Bagaço, 1989.
- Clau. Recife: Imprensa Universitária da UFRPE, 1992.
- A Rural também Ensina a Semear a Poesia. Recife: Livro 7, 1992; folheto de cordel –  divulgação do lançamento do livro Clau.
- Carne de Terceira com Poemas à Mão Livre. Recife: Bagaço, 1996.
- Yacala. Recife: Gráfica Olinda, 1999.
- Yacala. Natal: EDUFRN, 2000, edição fac-similar, prefácio de Alfredo Bosi.
- Meditação sob os Lajedos. Natal/Recife: EDUFRN, 2002.
- Dois Caminhos e uma Oração. São Paulo: A Girafa, 2003.
- O Cão de Olhos Amarelos & Outros Poemas Inéditos. São Paulo: A Girafa, 2006.
- Marco Zero: Crônica. Recife: CEPE, 2009.
- Cantos de Contar: Recife: Editora Paés, 2012.
- Orazione per il poema. Nardò: Salento Books, 2012. Edição bilíngue.
- 20 Poemas de Alberto da Cunha Melo numa versão inesperada de Celina Portocarrero. Rio de Janeiro: Ibis Libris, 2017. Edição bilíngue.
- Poesia completa. Rio de Janeiro: Editora Record, 2017.

O livro Cantos de Contar foi lançado para celebrar os 70 anos do nascimento do escritor, ocasião em que Cordeiro não apenas noticiou a tradução/publicação italiana de Oração pelo Poema (1966). Conforme referência a seguir, a reunião de sua poesia em uma edição da Record foi anunciada por ela em 2016  e publicada em dezembro de 2017.
Simultaneamente as suas primeiras publicações, sua participação no Grupo de Jaboatão, que, entre 1979 e 1984, tratou-se, também, de um movimento editorial, aglutinando diversos artistas e intelectuais, contribuiu para integrá-lo, enquanto poeta, à Geração 65, tributária da Geração 45 e avessa às vanguardas formais Concretismo e Poema Práxis, submetendo-o, no influxo desse contexto sócio-histórico-literário, a determinados modelos ou referências literárias (a poesia parnasiana e árcade e os movimentos neovanguardistas, escrevendo sob todas essas tendências).
Foram quatro décadas de efetiva produção literária (1966-2006) e, durante este período, vários livros publicados, a maioria sob a tiragem mínima de 150 a 1000 exemplares, sem projeção nacional, como o próprio autor observa, em seus últimos anos, e já consagrado pela crítica especializada, ao participar de uma entrevista coletiva sobre a sua vida e obra, realizada por alguns dos estudiosos mais representativos no âmbito da literatura, dentre os quais, Ivan Junqueira.
E se somente cinco anos após a sua morte, o Jornal Rascunho apresentou-lhe ao Brasil como o poeta cuja obra deveria ultrapassar as margens do rio Capibaribe, ainda que não dispusesse como traço diferenciador a originalidade; antes, isso coube a Alfredo Bosi e a Bruno Tolentino, mas, com uma empolgadura justificada, de acordo com tais críticos literários, pelo plano formal de conteúdo e de expressão próprios da poesia albertiana.
Hoje, a sua obra, distribuída em fases com variações singularizadoras, é investigada por Cláudia Cordeiro que, há mais de duas décadas, observando a escrita de Alberto da Cunha Melo, sob as categorias da unidade e da coerência, já propunha, em 2003, o seu estudo à luz do conceito de Poesia-Resistência, estabelecido por Alfredo Bosi — algo fundamental para a identificação das formas e dos eventos próprios da poesia de Alberto da Cunha Melo e, por efeito, ao leitor que lhe desejasse compreender a estética e a mensagem genuínas.

## Prêmios
- 2003: 3º lugar no Prêmio Portugal Telecom de Literatura Brasileira[10], hoje Oceanos – Prêmio de Literatura em Língua Portuguesa[11], com o livro "Meditação sob os Lajedos" (EDUFRN, 2002).
- 2007: 1º lugar no Prêmio ABL (Academia Brasileira de Letras) de Poesia[12], com o livro "O Cão de Olhos Amarelos & Outros Poemas Inéditos" (A Girafa, 2006).

## Fortuna crítica
BARBOSA FILHO, Hildeberto. Alberto da Cunha Melo, grande pecador ou seis propostas para uma nova leitura. In: MELO, Alberto da Cunha. O cão de olhos amarelos & outros poemas inéditos. São Paulo: A Girafa, 2006. p. 259-267.
BOSI, Alfredo. Uma estranha beleza. In: MELO, Alberto da Cunha. Dois caminhos e uma oração. São Paulo: A Girafa Editora; Recife: Instituto Maximiano Campos, 2003. p. 161-163.
___, Tradição de extremos. Orelha do livro O cão de olhos amarelos, 2006. (In: Poesia completa, Record, 2017). Republicado na revista Continente Multicultural, Recife: CEPE, ed. n. 64, abril de 2006. Livro premiado pelo Prêmio de Poesia da Academia Brasileira de Letras em 2017, ano da morte do poeta. Portanto, o último livro lançado por ele em vida.
CORDEIRO, Cláudia. Faces da resistência na poesia de Alberto da Cunha Melo. Recife: Bagaço, 2003.
DOURADO, Érica Roberto. Ressonâncias épicas em Yacala, de Alberto da Cunha Melo. 2015. 139 f. Dissertação (Mestrado em Letras) – Universidade Federal de Mato Grosso do Sul, Três Lagoas.
FARIA, Norma Maria Godoy. Metapoesia e profecia em Alberto da Cunha Melo. 2006. Dissertação (Mestrado em Letras) – Departamento de Letras Clássicas e Vernáculas, Centro de Ciências Humanas, Letras e Artes, Universidade Federal da Paraíba, João Pessoa.
FERNANDES, Rafael Cristofer George Tahan. Sístoles e Diástoles: a figuração do trágico na poesia de Alberto da Cunha Melo. 189 f. 2022. Dissertação (Mestrado em Literatura Brasileira) – Faculdade de Filosofia, Letras e Ciências Humanas, Universidade de São Paulo, São Paulo. 
LUCENA, Karine Braga de Queiroz. Cantos brilhando nos escombros: roteiros da poesia de Alberto da Cunha Melo. 2012. 108 f. Dissertação (Mestrado em Literatura e Diversidade Cultural) – Departamento de Letras e Artes, Universidade Estadual de Feira de Santana (BA). 
MELO, André Luiz Silveira da Cunha. Poema, metáfora e metapoesia: uma leitura de Alberto da Cunha Melo à luz da contingencialidade. 2023. 167 f. Dissertação (Mestrado em Teoria Literária) – Departamento de Letras, Centro de Artes e Comunicação, Universidade Federal de Pernambuco, Recife.
MOLITERNO, Isabel de Andrade. Imagens, reverberações na poesia de Alberto da Cunha Melo: uma abordagem estilística do texto. 2007. 208 f. Tese (Doutorado em Letras) – Departamento de Letras Clássicas e Vernáculas, Faculdade de Filosofia, Letras e Ciências Humanas, Universidade de São Paulo, São Paulo.
NÊUMANNE, José. O rendez-vous do sórdido com o sublime. O Estado de S. Paulo, Aliás, domingo, 28 de janeiro de 2017.
RAMOS, Cristiano. Deserto particular. Jornal Rascunho, Curitiba, n. 151, nov. 2012. p. 10-11.
SILVA, Diego Pereira da. A rebelião silenciosa da poética albertiana em O cão de olhos amarelos & outros poemas inéditos. 2016. 19 f. Artigo (Licenciatura em Letras) – Departamento de Ciências Humanas e suas Tecnologias, Universidade do Estado da Bahia, Euclides da Cunha.
TOLENTINO, Bruno. Posfácio. In: MELO, Alberto da Cunha. Dois caminhos e uma oração. São Paulo: A Girafa Editora; Recife: Instituto Maximiano Campos, 2003. p. 341-347.

## Homenagens
- Troféu do III Savoyar – Escritor destaque do Ano – Bar Savoy – fevereiro 2002.
- Diploma Mauro Mota – Escritor do Ano - Conselho Estadual de Cultura – março 2002.
- Homenagem 60 Anos - Prefeitura Municipal de Jaboatão dos Guararapes – abril 2002.
- Medalha Gilberto Freyre - União Brasileira de Escritores – Secção Pernambuco – julho 2002.
- Medalha do Sesquicentenário - Biblioteca Pública Estadual – agosto 2002.
- Comenda Conselheiro João Alfredo Corrêa de Oliveira (post mortem) - Recife - Pernambuco, 18 de maio de 2008.
- "Circuito da Poesia" : foi instalada, em janeiro de 2017, no Parque 13 de Maio, em Recife, uma estátua em tamanho natural de Alberto da Cunha Melo, criada pelo arquiteto Demétrio Albuquerque.